# Bajva
Bajva é uma vila no distrito de Vadodara, no estado indiano de Gujarat.

## Demografia
Segundo o censo de 2001, Bajva tinha uma população de 9118 habitantes. Os indivíduos do sexo masculino constituem 53% da população e os do sexo feminino 47%. Bajva tem uma taxa de literacia de 68%, superior à média nacional de 59,5%; com 58% para o sexo masculino e 42% para o sexo feminino. 12% da população está abaixo dos 6 anos de idade.